# John Coltrane
Pour les articles homonymes, voir Coltrane.
John Coltrane (surnommé « Trane ») est un saxophoniste de jazz et compositeur américain, né le 23 septembre 1926 à Hamlet (Caroline du Nord) et mort le 17 juillet 1967 à Huntington (État de New York).
Il est, après Charlie Parker dans les années 1940 et 1950, considéré comme le saxophoniste le plus révolutionnaire et le plus influent de l'histoire du jazz, meneur du courant avant-gardiste dans les années 1960, et l'un des artistes les plus importants de la musique de la deuxième moitié du XXe siècle.
Coltrane a toujours cherché à se dépasser sur tous les plans : technique, en explorant de nouveaux modes d'expression, cherchant de nouvelles sonorités, de nouveaux timbres et de nouvelles façons d'étendre la tessiture et la dynamique du saxophone ; stylistique, parvenant à élargir les horizons du développement thématique et harmonique de cet instrument en combinant l'improvisation à la chaleur du timbre, à la dynamique et au rythme ; personnel en concevant sa musique comme une spiritualité.

## Biographie

### Son enfance et sa jeunesse
John William Coltrane, est le fils d'Alice Blair et John Robert Coltrane. Son père était tailleur et musicien amateur. Il savait jouer du violon et du ukulélé. Sa mère, qui avait étudié la musique et l'enseignement au Livingston College, chantait et jouait du piano dans la chorale de son père, un révérend de l'Église méthodiste nommée Zion.
Quand le petit John atteint ses trois ans, sa famille s'installe à High Point, où il passe toute son enfance. À l'âge de douze ans, il est éprouvé par la mort de son père, suivie de celle de son grand-père, le révérend Blair, puis de celle de son oncle. Sa mère se trouve dans l'obligation de trouver un emploi. John, quant à lui, entre dans l'ensemble communautaire du révérend Steele en tant que clarinettiste. La même année, il achève ses études élémentaires et entre à l'école secondaire. En 1942, à l'âge de 15 ans, il joue de la musique dans l'ensemble de son école, d'abord à la clarinette, puis au saxophone alto.

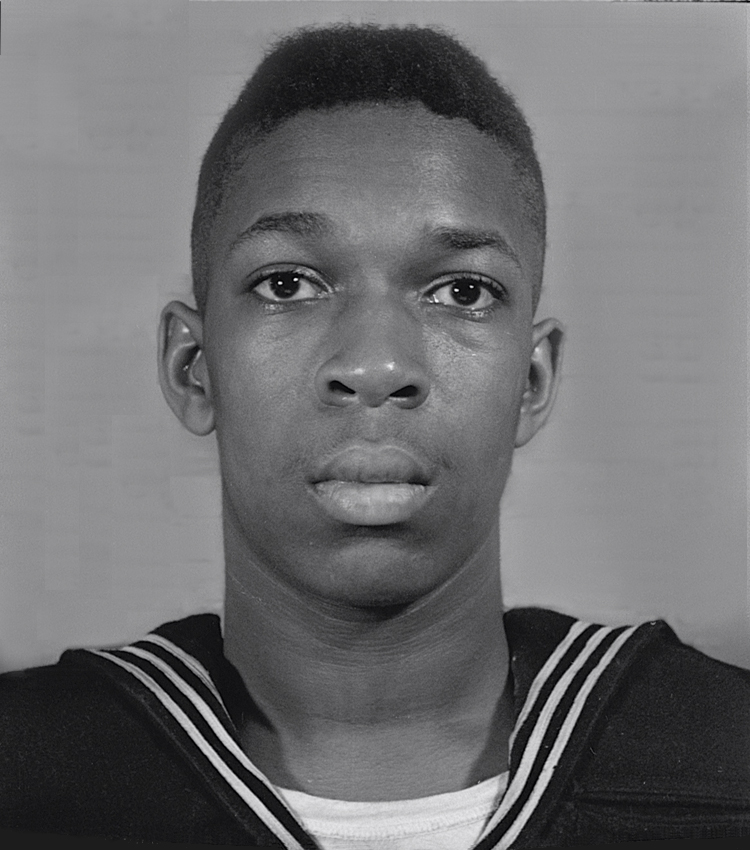
John Coltrane (United States Naval Reserve, 1945).

Le 31 mai 1943, il termine ses études secondaires et obtient son diplôme. Le 11 juin, il déménage à Philadelphie afin de poursuivre ses études à la Ornstein School of Music, où il reçoit l'enseignement de Mike Guerra tout en travaillant, afin de subvenir à ses besoins, dans une raffinerie de sucre. À dix-sept ans, avec une formation musicale déjà solide, il entre aux Granoff Studios pour y parfaire sa formation. L’année suivante, Coltrane laisse son emploi précédent pour travailler dans une usine de produits alimentaires, tandis que sa mère et sa cousine Mary (qui lui a inspiré, plus tard, une composition) le rejoignent à Philadelphie.
En 1945, âgé de dix-huit ans, il fait sa première apparition sur la scène du jazz, à l'alto, dans le grand ensemble de Jimmy Johnson puis est mobilisé la même année pour faire son service militaire : on l'envoie à Hawaii, où il peut jouer de la clarinette dans l'ensemble de la Marine américaine. C'est là qu'il fait sa première session d'enregistrement le 13 juillet 1946. Durant l'été 1946, ayant obtenu son congé de la Marine, il rentre à Philadelphie et se joint à l'ensemble de Joe Webb, à l'alto.

### Ses débuts dans le monde professionnel
Au début de 1947, Coltrane joue quelque temps de l'alto avec l'ensemble de King Kolax, puis il se joint au groupe d'Eddie « Cleanhead » Vinson au ténor, instrument dont il joue pour la première fois. Lors d'un voyage en Californie avec cet ensemble, il rencontre Charlie Parker à l'occasion d'une jam session.
En 1948, Coltrane se remet à l'alto, dans l'ensemble de Jimmy Heath. Il commence alors à consommer de nombreuses drogues.
L'année suivante, il rencontre Bud Powell, à New York, et, en compagnie de Jimmy Heath, se joint au grand ensemble de Dizzy Gillespie, dans lequel il joue de l'alto tout en continuant de s'exercer au ténor. Au mois de mai 1950, Gillespie dissout son grand ensemble et forme un groupe réduit, avec Coltrane, qui joue de l'alto mais aussi du ténor. En 1951, Coltrane retrouve Charlie Parker. Au mois de mai, il quitte définitivement le groupe de Gillespie.
De retour à Philadelphie, il joue avec divers groupes et joue dans des bars pour subvenir à ses besoins pendant qu'il poursuit sa formation à la Granoff School of Music (en) et rejoint pour un temps l'ensemble de l'altiste de rhythm and blues Earl Bostic. Une tournée de l'ensemble de Bostic en Californie donne à Coltrane l'occasion de faire la connaissance d'Eric Dolphy, d'une importance déterminante dans sa vie. Par la suite, il joue avec Miles Davis et Sonny Rollins à l'Audubon Ballroom de New York. À cette époque, John consomme de l'alcool et se drogue plus que jamais, notamment à l'héroïne. Sous l'influence du saxophoniste Yusef Lateef, qu'il a rencontré à Philadelphie, il s'intéresse à la philosophie et à la spiritualité orientale.
En 1953, Coltrane se joint à l'ensemble de sa première idole, l'altiste ellingtonien Johnny Hodges. L'année suivante, au mois de juin, il rencontre sa future épouse Naïma, connue sous le nom de Juanita Grubbs avant qu'elle ne se convertisse à l'islam.
En 1958, il collabore avec le Miles Davis Quintet.

### La chute et l'éveil spirituel

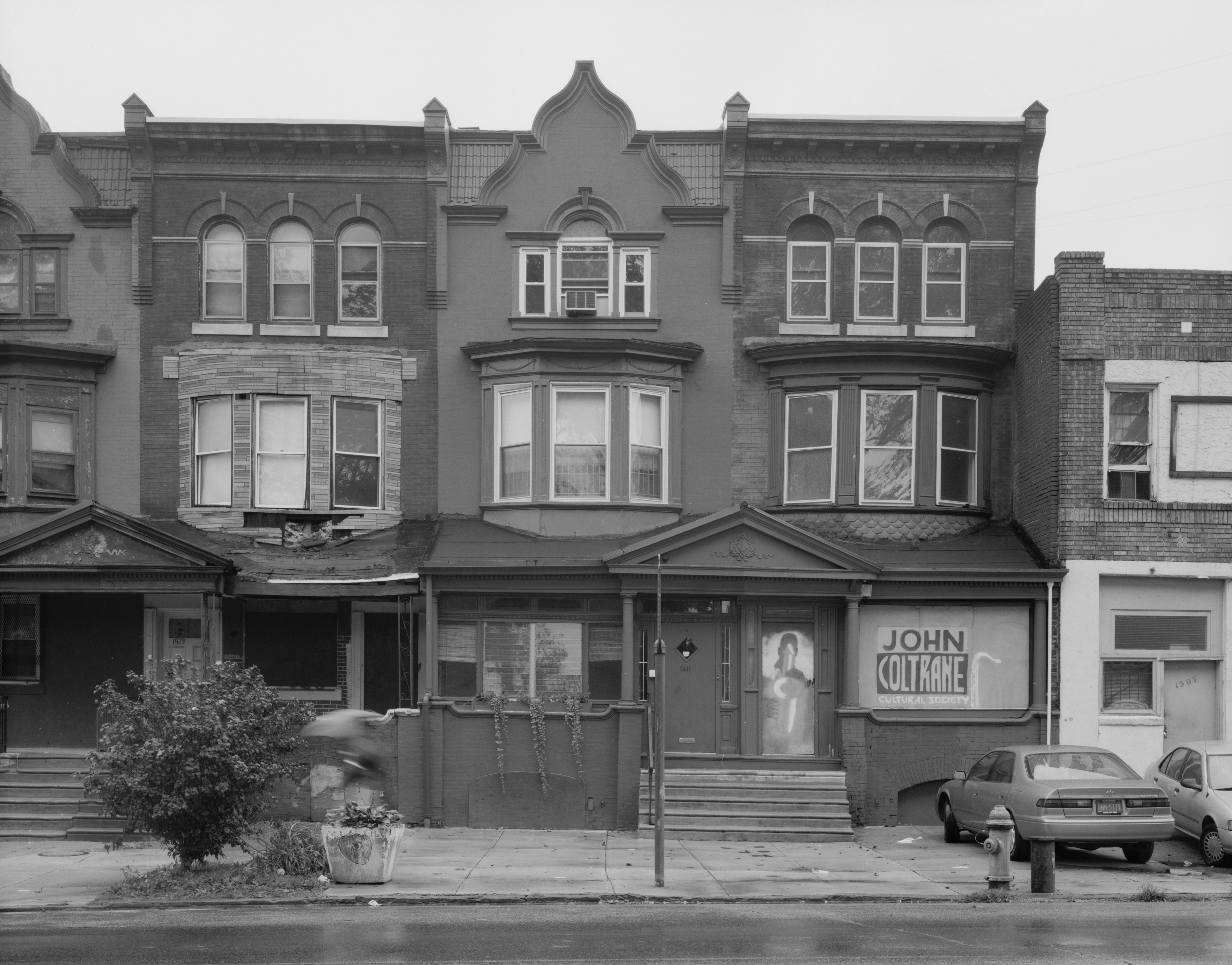
La maison de John Coltrane sur North Thirty-Third Street à Philadelphie.

Bien que l'on trouve des enregistrements de Coltrane datant de 1946, sa carrière discographique s'étend véritablement sur une période de douze ans, de 1955 à 1967, période durant laquelle il a remodelé le jazz moderne et influencé des générations de musiciens.
Le 2 juillet 1955, Coltrane quitte le groupe de Hodges, probablement à cause de ses problèmes de drogue et d'alcool. Au début d'octobre 1955, il reçoit un appel du trompettiste Miles Davis, qui s'apprêtait à former un nouveau quintette.

« Il y avait donc à présent Trane au saxophone, Philly Joe à la batterie, Red Garland au piano, Paul Chambers à la basse, et moi à la trompette. Et plus vite que je n'aurais pu l'imaginer, la musique que nous faisions ensemble est devenue incroyable. C'était si bon que ça me donnait des frissons, comme au public. Merde, c'est très vite devenu effrayant, tellement que je me pinçais pour m'assurer que j'étais bien là. Peu après que Trane et moi nous soyons mis à jouer ensemble, le critique Whitney Balliett a écrit que Coltrane avait « un ton sec non dégauchi qui met en valeur Davis, comme une monture grossière pour une belle pierre ». Très rapidement, Trane est devenu bien plus que ça. Il s'est lui-même transformé en diamant. Je le savais, comme tous ceux qui l'entendaient. »

— Miles Davis avec Quincy Troupe, L'Autobiographie p. 209 (1989)
Le 3 octobre 1955, Coltrane épouse Naima et entre dans le Miles Davis Quintet. Ce premier quintette classique, dont l'existence fut brève, produit des enregistrements mémorables, comme 'Round About Midnight, avant d'être dissous au mois d'avril suivant.
Au printemps 1956, Coltrane fait la connaissance du pianiste McCoy Tyner à Philadelphie. En juin, il déménage à New York avec sa femme et sa belle-fille, Syeeda.
En 1957, à cause de ses problèmes d'alcool et de drogue, Miles remplace John Coltrane par Sonny Rollins. Coltrane retourne habiter chez sa mère, avec sa famille, à Philadelphie. Dans les notes de pochette de A Love Supreme (1964), qu'il signe lui-même, Coltrane précise : « Au cours de l'année 1957, j'ai fait l'expérience, grâce à Dieu, d'un éveil spirituel qui m'a mené à une vie plus riche, plus remplie, plus productive. À cette époque, j'ai humblement demandé que me soient donnés les moyens et le privilège de rendre les gens heureux à travers la musique. »

« Maintenant que Coltrane était clean, c'était un peu comme s'il était investi d'une mission : il me disait qu'il avait assez déconné comme ça, qu'il avait perdu trop de temps, pas suffisamment prêté attention à sa propre vie, à sa famille, et surtout à son jeu »

— Miles Davis avec Quincy Troupe, Miles. L'Autobiographie (1989)
Surmontant sa toxicomanie, il signe un contrat avec Prestige Records. En juillet 1957, il travaille avec Thelonious Monk au Five Spot Cafe de New York. C'est à la suite de cette collaboration avec le génie musical qu'était Monk que Coltrane se mit à développer son style de jeu dense caractéristique, faisant déferler à toute allure sur ses auditeurs des torrents de notes entrelacées et convoluées ; un style que le célèbre critique de jazz Ira Gitler appelle, avec justesse, « nappes de sons » (sheets of sounds, en anglais).
Le 23 août 1957, John, Naïma et Syeeda emménagent à New York dans un appartement près de Central Park West, dans Manhattan. Le 25 décembre, Coltrane retrouve le groupe de Miles Davis, puis, l'année suivante, signe un contrat d'enregistrement avec Atlantic Records.
Après avoir enregistré les chefs-d'œuvre Milestones (1958) et Kind of Blue (1959), avec le Miles Davis Sextet, il enregistre en 1959 le vertigineux Giant Steps, son premier album en tant que leader sur le label Atlantic. En 1960, il fait la connaissance de la pianiste Alice McLeod dans une réception à Détroit. En mars, il part en tournée en Europe avec Miles Davis. Son style révolutionnaire y est fort mal accepté, il se fait siffler lors d’un concert à l'Olympia de Paris. C'est à Baltimore, en avril, que Coltrane officie pour la dernière fois au sein du groupe de Miles Davis.
Il forme ensuite son propre quartette, avec Steve Davis à la contrebasse, Steve Kuhn au piano et Pete LaRoca à la batterie. Ces derniers sont rapidement remplacés par McCoy Tyner au piano et Elvin Jones à la batterie. À l'automne, Reggie Workman vient remplacer Steve Davis à la contrebasse.
Outre Giant Steps, il enregistre pour le label Atlantic plusieurs disques, tous considérés comme la quintessence de l'art coltranien, dont My Favorite Things, et Olé avec Eric Dolphy (crédité George Lane) dont les influences hispaniques évoquent l'album de Miles Davis et Gil Evans, Sketches of Spain.
À cette époque, il découvre le saxophone soprano, dont il aime le timbre. Il admettra plus tard que cette découverte a modifié sa conception du saxophone ténor et l’a aidé à explorer toute l'étendue des possibilités de l'instrument.

### Le maître de l'avant-garde

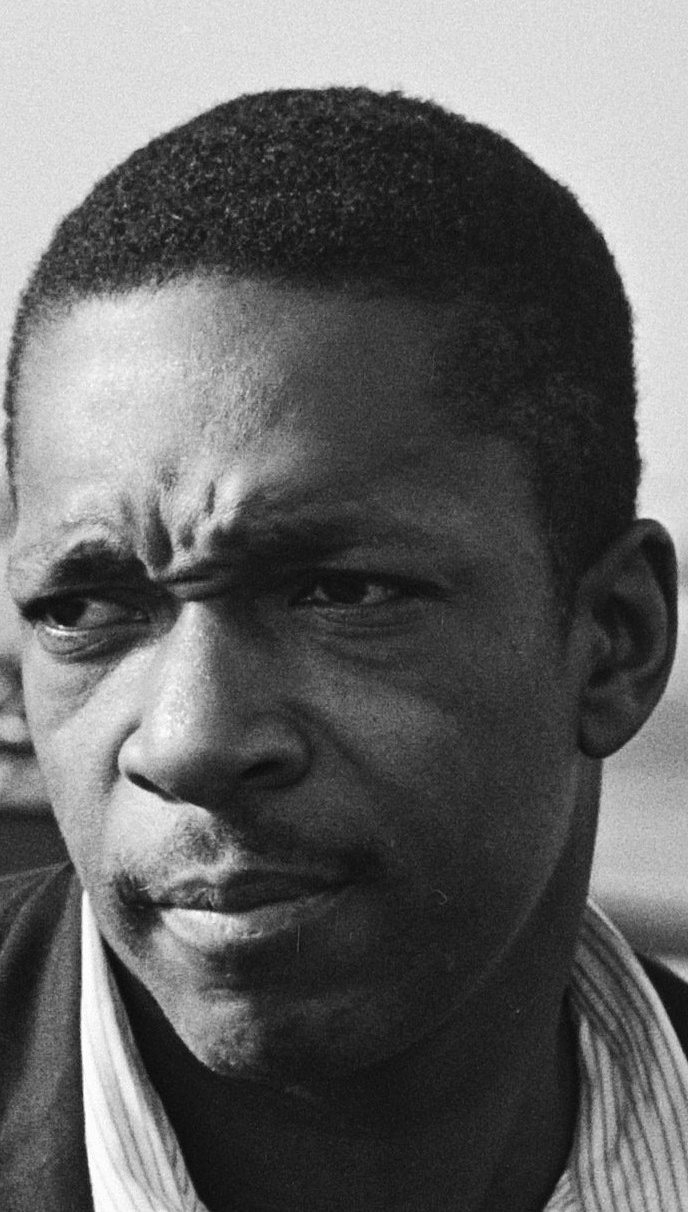
John Coltrane en 1963

Durant la dernière période de sa carrière, Coltrane affiche un intérêt croissant pour le free jazz, dont Ornette Coleman et Don Cherry sont les principaux représentants à la fin des années 1950. Par la suite, il figurera comme l'un des pères spirituels de ce mouvement qui s’inscrit dans la révolution sociale et politique que connaissent les États-Unis au début des années 1960.
En 1961, Coltrane signe un contrat d'enregistrement décisif avec Impulse! qui débute par l'enregistrement de l'album Africa/Brass, avec un orchestre élargi sur des arrangements de McCoy Tyner et d'Eric Dolphy.
Le producteur du label enregistre ensuite le groupe de Coltrane au Village Vanguard du 1er au 5 novembre. Il y est accompagné une nouvelle fois d'Eric Dolphy mais aussi d'Ahmed Abdul-Malik, le bassiste de Monk, qui joue du tampoura sur le morceau India. Dans ces magnifiques performances, Coltrane révèle toute sa puissance, en particulier dans une historique version fleuve de Chasin' the Trane.
Peu après ces concerts, Coltrane se rend en Europe, en compagnie d’Eric Dolphy, McCoy Tyner, Reggie Workman et Elvin Jones, où il reçoit un meilleur accueil que lors de son précédent séjour avec Miles Davis.
Le 11 avril 1962 ont lieu les premiers enregistrements (The Inch Worm et Big Nick) du classic quartet composé de McCoy Tyner au piano, Jimmy Garrison à la basse et Elvin Jones à la batterie. L'album Coltrane publié par Impulse! est constitué du matériel enregistré lors de ces premières séances, avec notamment une version remarquable du standard Out Of This World.

« À l'époque, j'étais en pleine crise. J'ai fait une idiotie. Je n'étais pas satisfait de mon bec, je l'ai donné à réparer mais il est revenu fichu. Ça m’a découragé parce que je ne pouvais plus obtenir certains effets - cette espèce de trucs plus rapide que j'essayais d'atteindre - et je devais me limiter. (...) C'était tellement clair que j'étais incapable de jouer. Dès que je commençais à jouer, je pouvais entendre la différence et ça me décourageait. Mais au bout d'un an environ, j'avais oublié. »

— John Coltrane, Entretien avec Frank Kofsky de l'été 1966
Coltrane enregistre le 26 septembre 1962 un album en compagnie de Duke Ellington où il revient à une certaine orthodoxie dans son style. L'album Ballads, l'une de ses plus grosses ventes, enregistré à la même période à la demande de Bob Thiele confirme ce mouvement.

« Ces ballades qui sont sorties étaient tout à fait celles que j'appréciais à l'époque. Je les ai choisies. C'était comme quelque chose qui était enfoui dans mon esprit, depuis ma jeunesse sans doute, et j'avais besoin de les jouer. C'est arrivé à un moment où ma confiance dans mon instrument avait baissé, j'avais besoin de faire le vide. »

— John Coltrane, Entretien avec Frank Kofsky de l'été 1966
En novembre, le nouveau quartet se rend en Europe pour la première fois.
En mars 1963, il enregistre un nouvel album en compagnie de Johnny Hartman, un chanteur de jazz, dans le prolongement de ses deux précédents albums studio.
À l'été 1963, il quitte son ménage avec Naïma et emménage avec Alice McLeod. Le 15 septembre, quatre fillettes noires sont tuées dans un attentat à la bombe sur l'église baptiste de la 16e rue à Birmingham (Alabama). À la suite de cette tragédie, Coltrane enregistre, le 18 novembre, la pièce Alabama en mémoire des enfants assassinés.
En avril 1964, Coltrane renouvelle son contrat avec le label Impulse!, puis enregistre Crescent, l'un des albums les plus aboutis de toute sa carrière. Le 29 juin, Eric Dolphy meurt, à Berlin, en Allemagne, des suites de complications diabétiques. La mère d'Eric fait cadeau de la clarinette basse de son fils à John Coltrane. Le 26 août, Alice donne naissance à leur premier fils, John Coltrane Jr. Leur second naîtra le 6 août de l'année suivante. Ils le baptiseront Ravi, d'après le nom du sitariste indien Ravi Shankar, dont Coltrane admire la musique. En novembre, les deux hommes se rencontrent à New York.
Le 9 décembre 1964, le John Coltrane Quartet enregistre le chef-d'œuvre A Love Supreme (Un Amour Suprême), considéré comme l'un des albums les plus importants de l'histoire du jazz. L'album rencontre un succès commercial immédiat, faisant définitivement de Coltrane le chef de file du jazz moderne. Son impact dépasse largement le seul univers du jazz.
En juin 1965, Coltrane enregistre Ascension en compagnie de jeunes musiciens provenant du free comme Archie Shepp ou Pharoah Sanders, qui intégrera le groupe régulier de Coltrane dans les semaines qui suivront.

« Cela m'aide. Cela m'aide à rester vivant par moments parce que physiquement, le rythme auquel je vis est si dur et j'ai pris du poids, c'est parfois devenu un peu dur physiquement. J'aime bien avoir quelqu'un à côté de moi quand je ne peux plus obtenir cette force. J'aime avoir cette force dans le groupe, de toute façon. Et Pharoah est très fort dans son esprit et le sera encore. C'est le genre de chose que j'aime. »

— John Coltrane à propos de Pharoah Sanders, Entretien avec Frank Kofsky de l'été 1966
En décembre 1965, le pianiste McCoy Tyner quitte le groupe, insatisfait de la nouvelle orientation de la musique de Coltrane. Il sera remplacé par Alice McLeod. Il est suivi peu après par Elvin Jones en 1966, à la suite de l'arrivée du batteur Rashied Ali. Les deux piliers de son classic quartet expliqueront leur départ par des raisons similaires : en désaccord avec les nouvelles orientations musicales de leur leader, de plus en plus tourné vers le free jazz, ils quittent le groupe au motif qu'ils ne s'entendaient plus jouer.
Le 28 mai 1966, la nouvelle formation est enregistrée au Village Vanguard. L'album Live At The Village Vanguard Again! présente deux titres connus du répertoire de Coltrane (Naima et My Favorite Things), mais dans des versions fort différentes de celles du précédent quartette, laissant critique et public face à une certaine incompréhension.
Du 8 au 24 juillet, le groupe part au Japon effectuer une tournée où l'accueil réservé à leur musique est nettement plus favorable qu'aux États-Unis. Les concerts des 11 et 22 juillet 1966 seront publiés après la mort du saxophoniste sous le titre de Live In Japan.
Au mois d'août, John épouse Alice McLeod, divorçant en même temps de Naima, avec qui il n'avait pas eu d'enfants.

### La dernière année
Le 15 février 1967, Coltrane retrouve les chemins du studio d'Englewood Cliffs (New Jersey) en quartet (sans Pharoah Sanders) et enregistre des morceaux qui sortiront pour la plupart en 1995 sur Stellar Regions. Le 22 février, Coltrane rentre en studio en compagnie du batteur Rashied Ali pour produire une série de duos, publiés en 1974 sous le titre de Interstellar Space : Coltrane profite de l'absence de contexte harmonique pour explorer de nouvelles voies en termes d'improvisation, comprenant même l'atonalité.
Expression, le dernier album pensé comme tel de son vivant, a été enregistré lors de cette période (27 février, 7 et 29 mars, puis 17 mai). Il demandera à Nat Hentoff de ne pas rédiger les notes de pochette, précisant que « la musique devait parler d'elle-même. »
Le 19 mars 1967, Alice et John ont un troisième fils, qu'ils baptisent Oran.
Le 23 avril, le groupe de Coltrane se produit à deux reprises à l'Olatunji Center of African Culture, situé sur la 125e rue à Harlem, qui avait ouvert ses portes le 27 mars. Coltrane est le premier à s'y produire. Le premier des deux concerts d'une heure constitue l'ultime enregistrement public du saxophoniste et a été publié par Impulse! en 2001.
Le 7 mai, au Famous Ballroom de Baltimore, Coltrane donne ce qui s'avèrera être son dernier concert. Les concerts annoncés alors sont annulés en raison de la santé déclinante de Coltrane.
En mai, Coltrane est pris d'une intense douleur à l'estomac alors qu'il rend visite à sa mère. De retour à New York, il subit une biopsie, mais ne se fait pas traiter. Selon sa femme, Coltrane aurait rejeté les propositions d'opération des médecins, les chances de succès étant trop faibles. Il passe ses journées à réécouter ses dernières séances d'enregistrement dont la session du 17 mai.
Le 14 juillet, il rencontre son producteur pour choisir le matériel de ce qui deviendra son premier album posthume, Expression. Deux jours plus tard, au petit matin, il est conduit d'urgence à l'hôpital. Le 17 juillet 1967, John Coltrane décède à quatre heures du matin d'une infection aiguë du foie (une complication de cancer).
Lors de ses obsèques, le 21 juillet, les formations d'Albert Ayler et d'Ornette Coleman rendent un ultime hommage au saxophoniste, qui, enregistré, sera diffusé par la radio française le 10 octobre 1967,.
John Coltrane est enterré au Pinelawn Memorial Park (en) d'East Farmingdale dans le comté de Suffolk (état de New York) aux côtés de son épouse Alice Coltrane. Dans le même cimetière repose un autre grand jazzman, Count Basie.

## Discographie

### John Coltrane
Classement établi en fonction d'enregistrement en studio ou en concert.[pas clair]
- 1946 et 1954 : First Giant Steps - RLR Records
- 1951 : Trane's First Ride - LP Oberon
- 1956 : Tenor Conclave - Prestige/OJC
- 1957 : Dakar - Prestige/OJC
- 1957 : Coltrane - Prestige/OJC
- 1957 : Cattin' with Coltrane and Quinichette (en) - Prestige/OJC
- 1957 : Wheelin' and Dealin' - Prestige/OJC
- 1957 : Blue Train - Blue Note
- 1957 : Traneing In - Prestige/OJC
- 1957 : The Believer (en) - Prestige/OJC
- 1957 : Lush Life - Prestige/OJC
- 1957 : The Last Trane - Prestige/OJC
- 1957 : The Complete Lee Kraft Sessions
- 1958 : Soultrane - Prestige/OJC
- 1958 : Settin' the Pace (en) - Prestige/OJC
- 1958 : Black Pearls (en) - Prestige/OJC
- 1958 : Standard Coltrane (en) - Prestige/OJC
- 1958 : Bahia (en) - Prestige/OJC
- 1958 : The Stardust Session - Prestige/OJC
- 1958 : Coltrane Time (en) - Blue Note
- 1959 : Giant Steps - Atlantic
- 1959 : Bags and Trane (avec Milt Jackson) - Atlantic
- 1960 : Coltrane Jazz (en) - Atlantic
- 1960 : The Avant-Garde (avec Don Cherry) - Atlantic
- 1960 : My Favorite Things - Atlantic
- 1960 : Coltrane Plays the Blues - Atlantic
- 1960 : Coltrane's Sound - Atlantic
- 1961 : Olé Coltrane - Atlantic
- 1961 : The Complete 1961 Village Vanguard Recordings - Impulse!
- 1961 : Live at the Village Vanguard: the Master Takes - Impulse!
- 1961 : The Complete Africa/Brass Sessions - Impulse!
- 1961 : The Complete Copenhagen Concert
- 1962 : Coltrane - Impulse!
- 1962 : Ballads - Impulse!
- 1962 : Bye Bye Blackbird - Pablo
- 1962 : Duke Ellington and John Coltrane - Impulse
- 1962 : Coltrane Plays the Blues - Prestige/OJC
- 1963 : John Coltrane and Johnny Hartman - Impulse!
- 1963 : Live at Birdland - Impulse!
- 1963 : Impressions (en) - Impulse!
- 1963 : Newport '63 (en) - Impulse!
- 1963 : Afro Blue Impressions - Pablo live -sorti en 1977-
- 1964 : Crescent - Impulse!
- 1964 : A Love Supreme - Impulse!
- 1965 : The John Coltrane Quartet Plays - Impulse!
- 1965 : Dear Old Stockholm - Impulse!
- 1965 : Living Space - Impulse!
- 1965 : Ascension - Impulse!
- 1965 : New Thing at Newport - Impulse!
- 1965 : Sun Ship (en) - Impulse!
- 1965 : First Meditations - Impulse!
- 1965 : Live in Seattle (en) - Impulse!
- 1966 : Kulu Sé Mama - Impulse!
- 1966 : Meditations - Impulse!
- 1966 : Live at the Village Vanguard Again! - Impulse!
- 1966 : Offering: Live at Temple University (en) - Resonance Records
- 1966 :  Live in Japan - Impulse!
- 1966 : Last Performance at Newport - Free Factory
- 1967 : Interstellar Space - Impulse!
- 1967 : Om - Impulse!
- 1967 : Expression - Impulse!
- 1967 : The Olatunji Concert: The Last Live Recording (en) - Impulse!
- 1970 : Transition - Impulse!
- 1995 : Stellar Regions - Impulse!
- 2018 : Both Directions at Once: The Lost Album (en) - Impulse!
- 2019 : Blue World (en) - Impulse! (Album enregistré en 1964 inclus inédits, non édité à l'époque)

#### Anthologies
- 2007 : Interplay - Prestige/Universal, 5 CD

### Invité avecMiles Davis
- 1955 : The New Miles Davis Quintet
- 1956 : Workin' with the Miles Davis Quintet
- 1956 : Steamin' with the Miles Davis Quintet
- 1956 : Relaxin' with the Miles Davis Quintet
- 1956 : Cookin' with the Miles Davis Quintet
- 1956 : 'Round About Midnight
- 1958 : Milestones
- 1958 : Jazz at the Plaza Vol.1
- 1958 : Miles and Monk at Newport (sorti en 1963)
- 1959 : Kind of Blue
- 1961 : Someday My Prince Will Come

### Collaborations avec d'autres artistes
- Paul Chambers, 1956 : Whims Of Chambers (Blue Note)
- Thelonious Monk
  - 1957 : Thelonious Monk with John Coltrane
  - 1957 : Thelonious Monk Quartet with John Coltrane at Carnegie Hall
- Art Taylor, 1957 : Taylor's Wailers
- Sonny Clark, 1957 : Sonny's Crib
- Johnny Griffin, 1957 : A Blowin' Session
- Michel Legrand, 1958 : Legrand Jazz
- The Red Garland Quintet with John Coltrane, 1957-58 : Dig It!
- George Russell, 1958-59 : New York, N.Y.
- Julian Cannonball Adderley, 1959 : Cannonball Adderley Quintet in Chicago (Verve) = Cannonball & Coltrane (Mercury)
- Kenny Burrell & John Coltrane, 1958, New Jazz

## Hommages et références

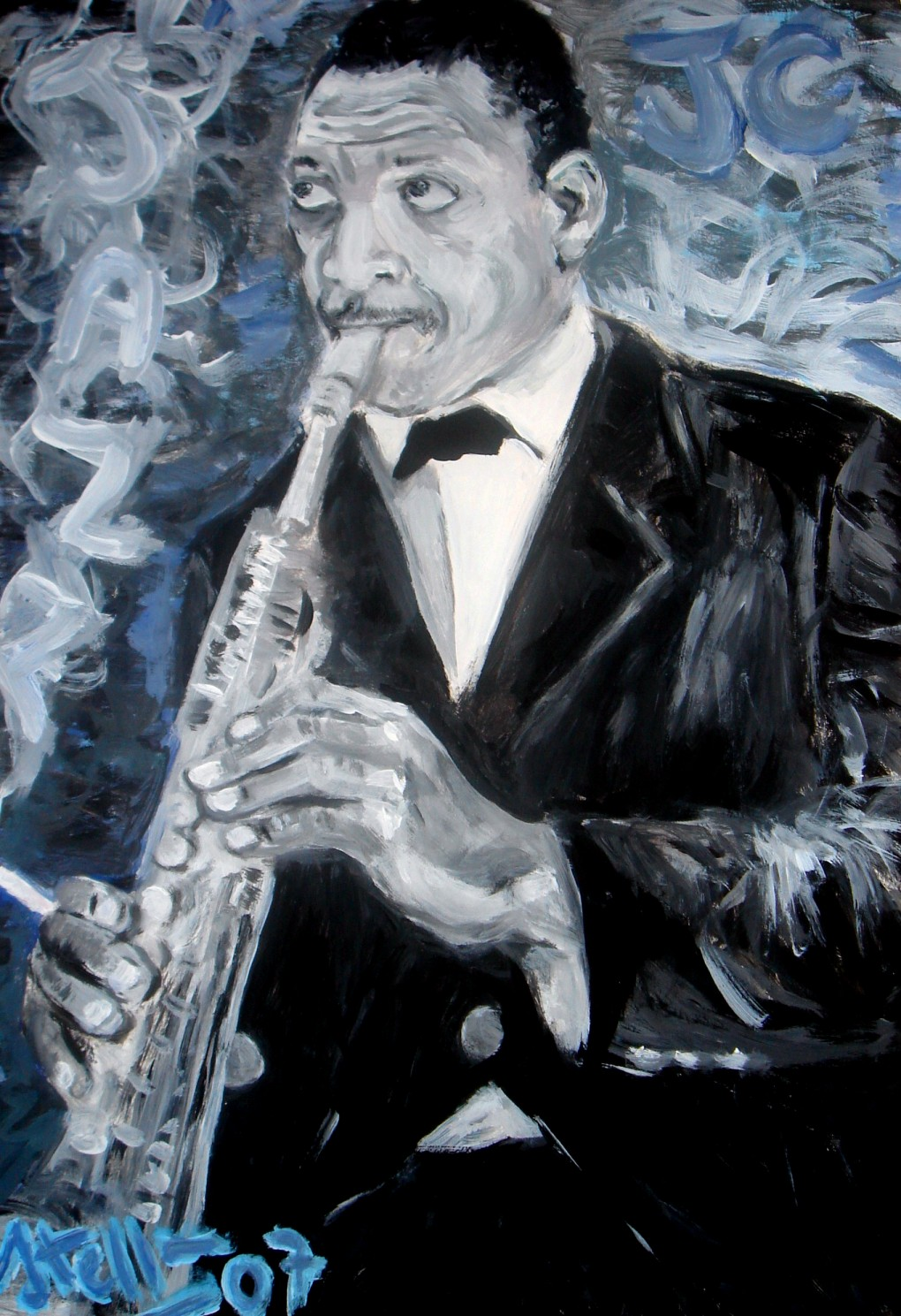
Portrait de John Coltrane par Paolo Steffan en 2007

- Gil Scott-Heron, chanson Lady Day and John Coltrane
- Christian Vander, album hommage John Coltrane l'Homme Suprême (2011)
- (5893) Coltrane, astéroïde nommé en son hommage.